# خلیلوند
خلیلوند یکی از روستاهای استان آذربایجان شرقی است که در دهستان بناجوی غربی بخش مرکزی شهرستان بناب واقع شده‌است.این روستا ۱۸۱۷ نفر جمعیت دارد.

## موقعیت جغرافیایی
منطقه محافظت شده الحضر در کوه های ساری داغ و منطقه تفریحی گردشگردی قره قشون در پای کوه قره قشون بناب در محدوده این روستا قرار دارد.
این روستا از نوع متمرکز بوده و مزارع بسیار زیبای روستا که نشان از خاک حاصلخیز منطقه دارد در دور روستا می‌باشند.

## مردم
مردمان مهربان و صبور این روستا به کشاورزی و دام پروری و فرشبافی اشتغال دارند.